# Betty Blue (modelo)
Betty Blue (14 de agosto de 1931 - 23 de agosto de 2000) fue una modelo y actriz estadounidense. Fue la Playmate del mes de la revista Playboy en el número de noviembre de 1956. Su página central fue fotografiada por Hal Adams.
Autodenominada nudista, Blue fue showgirl en El Rancho Hotel y Casino de Las Vegas antes de convertirse en Playmate, y posó para otras revistas masculinas antes y después de unirse a la familia Playboy. También realizó otras sesiones de fotos desnuda para Playboy, normalmente de forma anónima, y se la puede ver en una foto en topless de mediados de los noventa en The Playmate Book.
Blue tuvo una carrera limitada como actriz, sobre todo en comerciales de televisión y algunas películas de serie B.
De 1957 a 1963, Blue estuvo casada con el productor y director Harold Lime. Se volvieron a casar en 1991.
Tras su muerte por una insuficiencia cardíaca, sus cenizas fueron esparcidas en los terrenos de la Mansión Playboy.

## Filmografía
- Women in Revolt (1971) (como Baby Betty) .... Betty
- Not Tonight Henry (1961) .... Pocahontas